# 伊坂重昭
伊坂 重昭（いさか しげあき、1926年12月25日 - 2000年4月10日）は、日本の弁護士、元検察官。
平和相互銀行監査役を務め、同銀行をめぐる不正経理事件で逮捕された。

## 経歴

### 出生 - 検事退職まで
1926年12月25日、北海道札幌市にて生まれる。札幌師範付属小学校、札幌第一中学校を卒業し、東京都に出て武蔵高等学校（旧制）を経て東京大学（旧制）法学部に進学。二年生の時に高等文官試験に一発合格した。
卒業後は検事となり、1950年（昭和25年）、23歳時に宇都宮地方検察庁に赴く。初めて担当した詐欺事件では実刑判決まで持ち込んだ。その後は横浜地方検察庁を経て東京地方検察庁刑事部、同庁特別捜査部に勤める。検事としては経済犯罪の捜査に定評があったとされる。
1958年（昭和33年）、法務省刑事局に赴く。刑事課、総務課と渡り歩き、「検事長には必ずなれる」と周囲から評価を受けたほど将来の出世も約束されていたというが、それを味気なく感じた伊坂は1963年（昭和38年）に検事を辞任し退局した。同年弁護士登録を行い、伊坂法律事務所所長となる。1967年（昭和42年）にはさらに税理士登録も行った。

### 弁護士時代 - 平和相銀事件
1977年（昭和52年）、顧問弁護士を務めていた平和相互銀行の監査役に就任。同相銀創業者の小宮山英蔵が死去したのち勃発した内紛では小宮山一族を追放し実権を得て、社長となった稲井田隆や滝田文雄、鶴岡隆二などとともに「四人組」などと形容された。
1986年（昭和61年）7月6日、1982年（昭和57年）に行われた平和相銀の関連会社であった太平洋クラブが兵庫県神戸市に所有する山林の売買にかかわる融資が特別背任罪に抵触し、稲井田を含む平和相銀の経営陣、関係した不動産会社社長などとともに逮捕。1990年（平成2年）3月26日、東京地方裁判所によって懲役3年6ヶ月（求刑6年）の実刑判決を言い渡されたが、結果的に最高裁判所まで持ち込まれ、1998年（平成10年）に懲役3年6ヶ月の実刑が確定した。
収監後、病気のため伊坂は1999年（平成11年）に医療刑務所に身柄を移される。2000年（平成12年）4月7日、刑の執行が停止され、それから3日後の4月10日に死去した。73歳没。

## 人物
- 東京地検特捜部の検事で、「鬼の河井」などと呼ばれた河井信太郎の弟子であった[5]。
- 長男の伊坂重憲はパチンコホールの運営を手がける実業家で、神奈川県遊技場共同組合理事長を務めている。その子の伊坂重信は日本中央競馬会（JRA）所属の調教師である。
- JRAに登録していた馬主でもあった。勝負服の柄は紫、黄一本輪、黄袖、冠名には「シゲノ」を用いた。1985年のローズステークスをタケノハナミで勝ち重賞制覇したが、同馬はのちに重憲の名義に変更されている。